# Leptoptilos robustus
Espèce
Leptoptilos robustus est une espèce fossile d'oiseau ayant vécu en Indonésie au Pléistocène moyen et supérieur, entre 258 000 et 50 000 ans avant le présent. Leptoptilos appartient à la famille des Ciconiidae. Cet oiseau possède un bec long et massif et de grandes pattes. Il peut mesurer jusqu'à 1,80 m.

## Historique
Leptoptilos robustus a pour la première fois été identifié au cours d'une expédition scientifique menée en 1789 par le chimiste et naturaliste allemand Johann Friedrich Gmelin.
Les restes fossiles d'un oiseau géant ont été trouvés en 2007 dans la grotte de Liang Bua, à Florès, en Indonésie, au cours de fouilles menées par une équipe dirigée par les Australiens Peter Brown et Mike Morwood. Les fossiles ont été attribués en 2010 à la nouvelle espèce Leptoptilos robustus.

## Caractéristiques
Cette espèce de marabout a un bec long et massif, de longues pattes d'échassier, une taille remarquable : 1,80 m, et un poids estimé à environ 16 kg.

## Chronologie
Cet oiseau vivait au Pléistocène moyen et supérieur, entre 258 000 et 50 000 ans avant le présent,.
Leptoptilos robustus et l'Homme de Florès étaient contemporains et se sont donc côtoyés à Florès,,,.

## Extension géographique

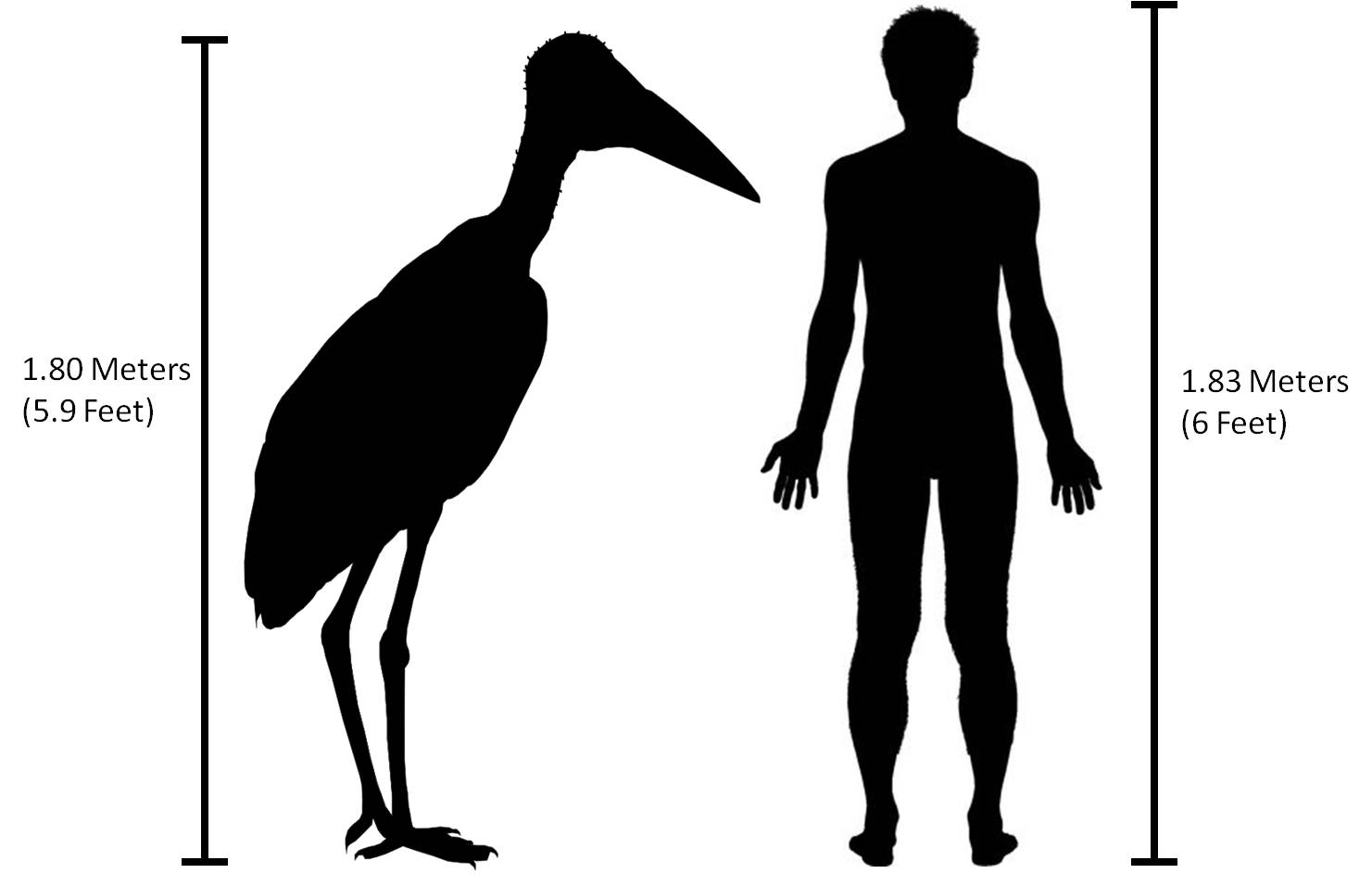
Comparaison de la taille d'un Leptopilos robustus avec celle d'un humain.
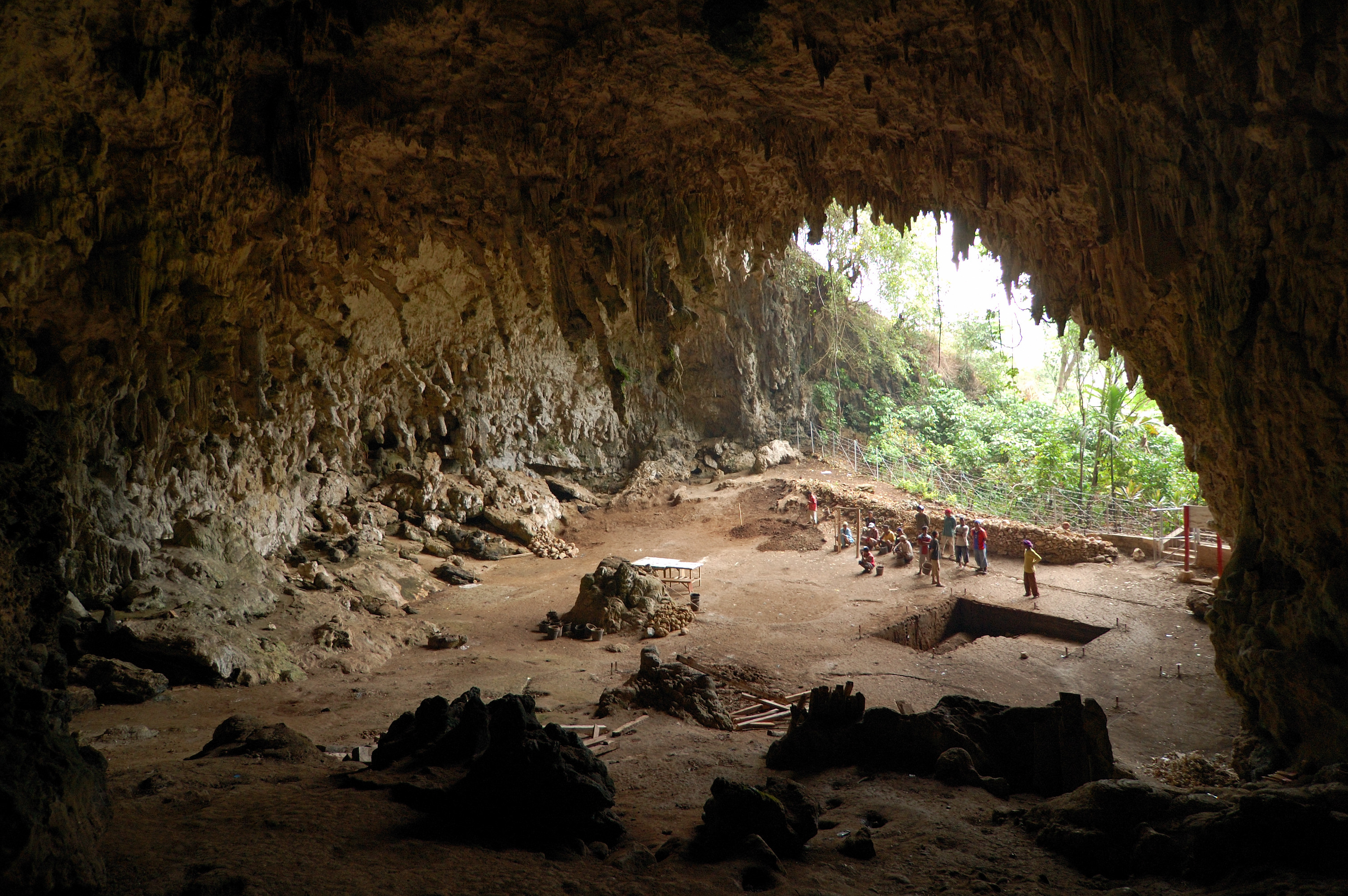
La grotte de Liang Bua où ont été découverts les restes fossiles de Leptoptilos robustus.
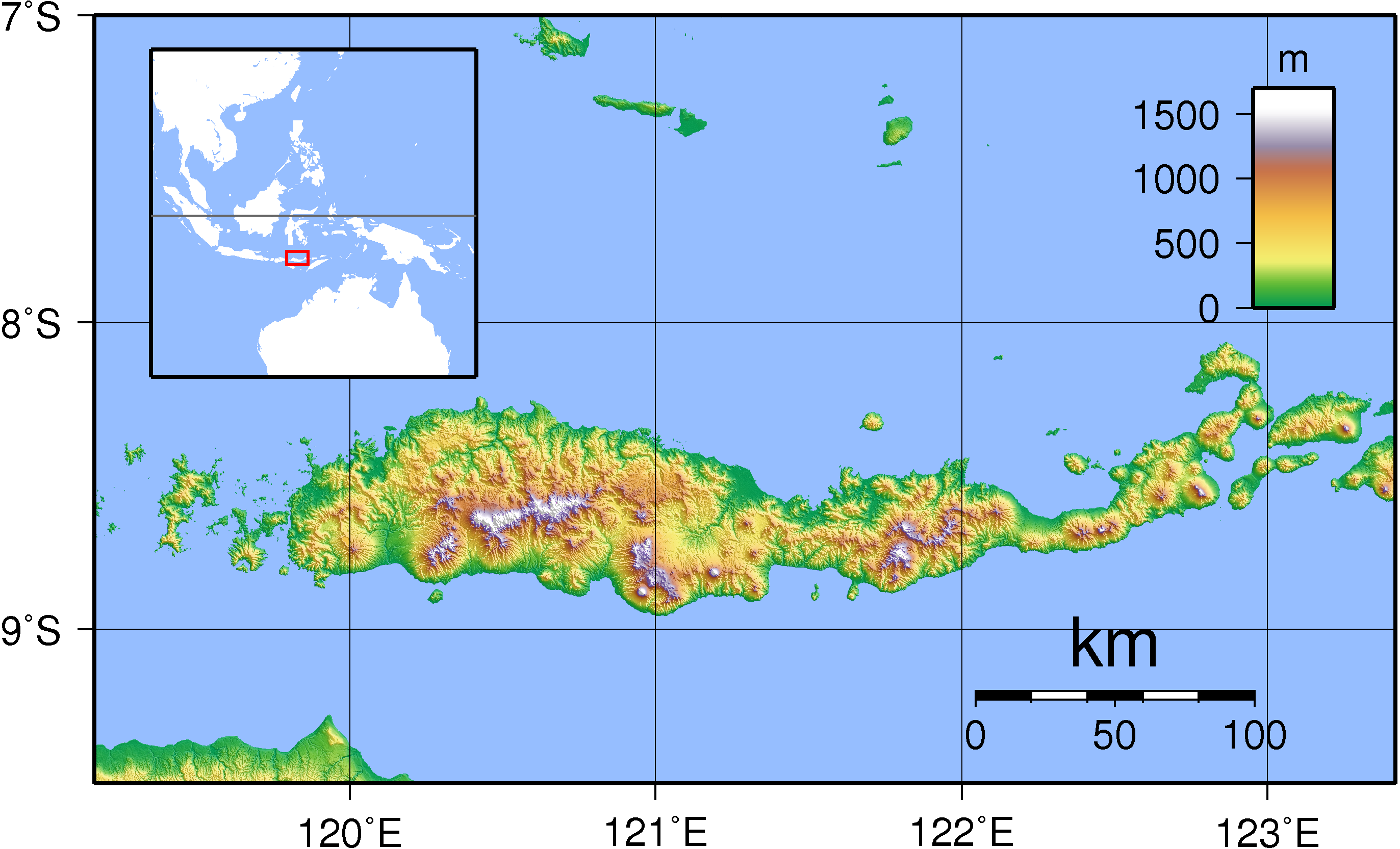
L'ile de Florès[note 2]

### Publication originale
- (en) Hanneke J. M. Meijer et Rokus Awe Due, « A new species of giant marabou stork (Aves: Ciconiiformes) from the Pleistocene of Liang Bua, Flores (Indonesia) », Zoological Journal of the Linnean Society, Linnean Society of London et OUP, vol. 160, no 4,‎ 24 novembre 2010, p. 707-724 (ISSN 1096-3642 et 0024-4082, OCLC 01799617, DOI 10.1111/J.1096-3642.2010.00616.X, lire en ligne).